# Olavide
Olavide fue una unión de la provincia española de Guipúzcoa que aglutinaba las localidades de Ibarra y Belaunza.

## Historia
La unión, que aglutinaba las villas de Ibarra y Belaunza, se formó en 1805 mediante escritura para diez años y luego se fue renovando. Aparece descrita en el Diccionario histórico-geográfico-descriptivo de los pueblos, valles, partidos, alcaldías y uniones de Guipúzcoa (1862) de Pablo de Gorosábel con las siguientes palabras:

OLAVIDE: union que se compone de las villas de Ibarra y Belaunza. Se formó para tiempo de diez años mediante escritura otorgada á 16 de junio de 1805; la cual se ha ido prorogando despues. Su objeto está limitado á nombrar el apoderado á las juntas generales y particulares de la provincia, sin perjuicio de que la villa que no está en turno pueda enviar á ellas á su propia costa el representante particular. Esta union se halla encabezada para los repartimientos provinciales en diez y seis fuegos; de los cuales tocan á Ibarra diez y á Belaunza seis. Sus apoderados ocupan en dichas juntas el vigésimo sesto lugar á mano izquierda del corregidor; pero por lo regular cada pueblo nombra separadamente al suyo.
(Gorosábel, 1862, p. 331)